# Internationale Cricket-Saison 2007
Die internationale Cricket-Saison 2007 fand zwischen April 2007 und August 2007 statt. Als Sommersaison wurden vorwiegend Heimspiele der Mannschaften aus Europa ausgetragen. Die ausgetragenen Tests der internationalen Touren bildeten die Grundlage für die ICC Test Championship. Die ODIs bildeten den Grundstock für die ICC ODI Championship.

## Überblick

### Internationale Touren
| Beginn          | Heimteam               | Auswärtsteam | Resultate | Resultate | Resultate | Artikel |
| Beginn          | Heimteam               | Auswärtsteam | Test      | ODI       | Twenty20  | Artikel |
| --------------- | ---------------------- | ------------ | --------- | --------- | --------- | ------- |
| 10. Mai 2007    | Bangladesch            | Indien       | 0–1 [2]   | 0–2 [3]   |           | Artikel |
| 17. Mai 2007    | England                | West Indies  | 3–0 [4]   | 1–2 [3]   | 1–1 [2]   | Artikel |
| 18. Mai 2007    | Pakistan vs. Sri Lanka |              | 2–1 [3]   |           | Artikel   |         |
| 25. Juni 2007   | Sri Lanka              | Bangladesch  | 3–0 [3]   | 3–0 [3]   |           | Artikel |
| 28. Juni 2007   | Kanada                 | Niederlande  |           | 0–1 [2]   |           | Artikel |
| 1. Juli 2007    | Schottland             | Pakistan     |           | 0–0 [1]   |           | Artikel |
| 3. Juli 2007    | Indien vs. Pakistan    |              | 0–0 [1]   |           | Artikel   |         |
| 19. Juli 2007   | England                | Indien       | 0–1 [3]   | 4–3 [7]   |           | Artikel |
| 13. August 2007 | Bermuda                | Niederlande  |           | 0–2 [2]   |           | Artikel |
| 16. August 2007 | Schottland             | Indien       |           | 0–1 [1]   |           | Artikel |
| 22. August 2007 | Simbabwe               | Südafrika    |           | 0–3 [3]   |           | Artikel |

### Internationale Turniere
| Beginn        | Turnier                                      | Land       |
| ------------- | -------------------------------------------- | ---------- |
| 27. Mai 2007  | ICC World Cricket League Division Three 2007 | Australien |
| 5. Juni 2007  | Afro-Asia Cup                                | Indien     |
| 23. Juni 2007 | Future Cup 2007                              | Nordirland |
| 10. Juli 2007 | Quadrangular Series 2007                     | Irland     |

### Fortlaufende Turniere
| Dauer     | Turnier                          |
| --------- | -------------------------------- |
| 2007–2008 | ICC Intercontinental Cup 2007–08 |

### Internationale Touren (Frauen)
| Beginn          | Heimteam    | Auswärtsteam | Resultate | Resultate | Resultate | Artikel |
| Beginn          | Heimteam    | Auswärtsteam | WTest     | WODI      | WTwenty20 | Artikel |
| --------------- | ----------- | ------------ | --------- | --------- | --------- | ------- |
| 19. Juli 2007   | Australien  | Neuseeland   |           | 3–2 [5]   | 0–1 [1]   | Artikel |
| 28. Juli 2007   | Niederlande | Südafrika    | 0–1 [1]   | 0–3 [3]   |           | Artikel |
| 10. August 2007 | Neuseeland  | Südafrika    |           |           | 0–1 [1]   | Artikel |
| 12. August 2007 | England     | Neuseeland   |           | 2–3 [6]   | 2–1 [3]   | Artikel |

### Internationale Turniere (Frauen)
| Beginn          | Turnier                                    | Land        |
| --------------- | ------------------------------------------ | ----------- |
| 14. August 2007 | Women’s European Cricket Championship 2007 | Niederlande |

## Nationale Meisterschaften
Aufgeführt sind die nationalen Meisterschaften der Full Member des ICC.
| Land    | First-Class               | List A                        | Twenty20          |
| ------- | ------------------------- | ----------------------------- | ----------------- |
| England | County Championship 2007  | Friends Provident Trophy 2007 | Twenty20 Cup 2007 |
|         | NatWest Pro40 League 2007 |                               |                   |